# الهريشة (لحج)
الهريشة هي إحدى قرى الجمهورية اليمنية. تتبع جغرافيا لمحافظة لحج و إداريًا لمديرية القبيطة. يبلغ تعداد سكانها 3557 نسمة حسب الإحصاء الذي أجري عام 2004.